# Еухаріус Зільбер
Еухаріус Зільбер (лат. Silber, Eucharius) (†1510) — італійський видавець та типограф, власник друкарні у середньовічному Римі.

## Динаміка видань друкарні Еухаріуса Зільбера
Перші видання друкарні Еухаріуса Зільбера датуються 1460—1466 рр.
Найбільша активність (кількість) видань його друкарні спостерігалась у період 1481—1501 рр.
Останні видання друкарні Еухаріуса Зільбера датуються 1509—1515 рр.

## Видання українського автора
Зокрема Еухаріус Зільбер, видав книгу «Iudicium prenosticon Anni MCCCCLXXX III currentis Magistri Georgii Drohobicz de Russia almi studii Bononiensis artium et medecine doctoris» («Прогностична оцінка поточного 1483 p. магістра Юрія Дрогобича з Русі доктора мистецтв і медицини славетного Болонського університету»).
Це — перша відома друкована книжка українського автора.